# ألفريدو مارتينيز (سياسي)
ألفريدو مارتينيز (بالإسبانية: Alfredo Martínez García-Argüelles)‏ (و. 1878 – 1936 م) هو سياسي، وطبيب إسباني، ولد في أوفييدو، توفي في أوفييدو، عن عمر يناهز 58 عاماً.

## مناصب
تولى منصب وزير (14 ديسمبر 1935–30 ديسمبر 1935)
- عضو مجلس النواب الإسباني  [لغات أخرى]‏

.